# José Antonio Satué
José Antonio Satué Huerto (Huesca, 6 de febrero de 1968) es un teólogo, canonista y eclesiástico católico español, obispo electo de Málaga desde 2025. Fue obispo de Teruel y Albarracín, entre 2021 y 2025.

## Biografía

### Primeros años
José Antonio nació el 6 de febrero de 1968, en la localidad española de Huesca. Hijo de Estanislao Satué († 1988) y de Joaquina Huerto († 1991). Vivió su infancia en la localidad oscense de Sesa, concurriendo en la parroquia San Juan Bautista, en la que fue bautizado el 18 de febrero de 1968. Fue confirmado en Sesa, el 29 de junio de 1982.

### Formación
Realizó su formación primaria en la escuela de Sesa (EGB) y en el colegio público de Grañén, concluyéndolos en 1982. En 1987, tras realizar estudios en el Instituto Politécnico de Huesca, obtuvo el título de Técnico especialista (FPII) en Electrónica industrial.
Realizó sus estudios eclesiásticos en el Centro Regional de Estudios Teológicos de Aragón (CRETA), donde obtuvo el bachillerato en Teología.En 2002, fue enviado a estudiar en la Pontificia Universidad Gregoriana, donde consiguió la licenciatura en Derecho canónico, en 2004.

### Vida religiosa
Descubrió su vocación sacerdotal gracias al testimonio de sacerdotes y del obispo oscense Javier Osés Flamarique. En septiembre de 1987, ingresó como seminarista de Huesca en el Seminario Metropolitano de Zaragoza, dirigido por los Operarios diocesanos. Siendo seminarista, colaboró en la pastoral de su parroquia natal, en la comunidad de Santiago, Huesca, y en Jóvenes de Acción Católica. El 2 de marzo de 1992, fue instituido en los ministerios de lector y acólito en la Catedral de Huesca.
Fue ordenado diácono el 18 de abril de 1993, en Sesa. Su ordenación sacerdotal fue el 4 de septiembre del mismo año, en la Catedral de Huesca, a manos del obispo Javier Osés Flamarique; incardinándose en la diócesis de Huesca.
Como sacerdote desempeñó los siguientes ministerios:
- Vicario parroquial (1993-1998) y párroco (1998-2002) de San Lorenzo.
- Miembro del Consejo Presbiteral (1994-2002; 2004-2009; 2011-2015).[5]
- Arcipreste de Huesca y consiliario de Jóvenes de Acción Católica (1994-2002).
- Consiliario de la Pastoral Juvenil (1996-2002).[6]

- Vicario general y moderador de curia (2004-2009).
- Miembro del Consejo de Asuntos Económicos, Episcopal y del Colegio de Consultores (2004-2009).
- Vicario judicial (2004-2015).
- Instructor para causas matrimoniales (2008-2015).
- Delegado para Medios de Comunicación Social (2004-2012; 2013-2015).
- Canónigo (2006-2009) y deán-presidente del Cabildo (2006-2008) de la catedral de Huesca.
- Párroco de varias parroquias del Somontano: Ibieca, Labata, Aguas y Liesa (2008-2009).
- Capellán del Monasterio de Ntra. Sra. de la Asunción (2009).[6]
- Párroco de Sariñena y Estación de Sariñena (2009-2012), Lastanosa (2009-2010) y Capdesaso (2010-2012), en el arciprestazgo de Monegros.
- Consiliario diocesano de Acción Católica General (2011-2015).[6]
- Director del Estudio Teológico "Santa Cruz" y párroco de Santo Domingo y San Martín, en Huesca (2012-2015).
- Director del Aula de Teología para laicos "San Lorenzo y San Vicente" (2013-2015).

En abril de 2015, fue nombrado miembro de la Congregación para el Clero, donde trabajó como oficial hasta su nombramiento episcopal en 2021. Simultaneó este trabajo con la atención pastoral en la parroquia de Santa Rita, de la diócesis de Latina-Terracina-Sezze-Priverno y en la Casa di Marco, una institución para menores no acompañados del Servicio Jesuita a Refugiados.

### Episcopado

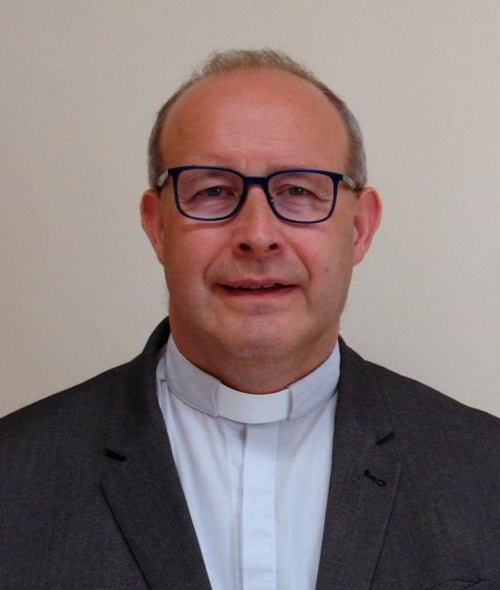
Satué Huerto en 2021.

El 16 de julio de 2021, el papa Francisco lo nombró obispo de Teruel y Albarracín. Fue consagrado el 18 de septiembre del mismo año, en la catedral de Teruel, a manos del cardenal Juan José Omella.  Tomó posesión canónica de la sede de Huesca el mismo día de su ordenación. Al día siguiente, presidió una eucaristía en la catedral de Albarracín.
El 9 de septiembre de 2023, fue nombrado miembro del Dicasterio para los Obispos, ad quinquennium.
El 11 de enero de 2025, fue nombrado delegado pontificio del Instituto del Verbo Encarnado.
También fue presidente del Consejo Regional de la Oficina de Comunicación de la Iglesia en Aragón (OFICIA), desde mayo de 2023.
El 27 de junio de 2025, el papa León XIV lo nombró obispo de Málaga.
En la Conferencia Episcopal Española es, desde noviembre de 2021, miembro en la Subcomisión de Migraciones de la Comisión Episcopal para la Pastoral social y Promoción humana.

## Controversias

### Caso Gaztelueta
En septiembre de 2022, el papa Francisco ordenó volver a juzgar al antiguo profesor del colegio Gaztelueta José María Martínez, quien ya había sido juzgado y absuelto por el cardenal Luis Ladaria en 2015. La repetición del juicio fue ordenada por el papa a petición de la víctima, formulada en un programa de televisión. Satué fue nombrado presidente-delegado del Papa (juez) en el nuevo proceso canónico.
Dicho proceso ha sido criticado tanto por el acusado y por fuentes próximas al mismo como por el profesor de Derecho Constitucional de la Universidad de Navarra Fernando Simón Yarza, quienes alertan de que se podrían estar vulnerando principios elementales en un proceso justo tales como la imparcialidad del juez, la igualdad de las partes procesales en la práctica de pruebas, la presunción de inocencia, la irretroactividad de las leyes penales o el principio "non bis in idem" que impide juzgar unos mismos hechos por segunda vez.
En febrero de 2024, el obispo Satué volvió a la imagen pública al no tomar declaración al testigo Silverio Nieto, quien realizó la investigación preliminar por la Congregación para la Doctrina de la Fe, y la que concluyó con el archivo del caso en esa institución y la indicación de que se restaurara el buen nombre del profesor Martínez.